# Lliga semiprofessional indonèsia de futbol
La Lliga semiprofessional indonèsia de futbol (oficialment anomenada Liga Sepakbola Utama (Galatama)) fou la màxima competició futbolística d'Indonèsia entre 1979 i 1994.

## Història
Fins a l'any 1979 només existia a Indonèsia la lliga amateur, anomenada Perserikatan. Aquest any fou introduïda una lliga semi-professional anomenada Liga Sepakbola Utama (Galatama). Ambdues competicions, l'amateur i la semi-professional es disputaren de forma paral·lela fins a l'any 1994, en què es creà la lliga professional (Lliga Indonèsia) després de la unió d'ambdues lligues.
La lliga Galatama va patir un declivi en els seus anys finals. La causa del descens s'atribueix a la prohibició de jugadors estrangers, les denúncies d'arranjament de partits i els escàndols de suborn d'àrbitres. La popularitat decreixent de la lliga entre els aficionats al futbol indonèsia va obligar molts dels clubs membres de la lliga a retirar-se gradualment.

## Historial
Font:
- 1979-80:  Warna Agung Jakarta (1)
- 1980-82:  NIAC Mitra Surabaya (1)
- 1982-83:  NIAC Mitra Surabaya (2)
- 1983-84:  Yanita Utama Bogor (1)
- 1984:  Yanita Utama Bogor (2)
- 1985:  Krama Yudha Tiga Berlian Palembang (1)
- 1986-87:  Krama Yudha Tiga Berlian Palembang (2)
- 1987-88:  NIAC Mitra Surabaya (3)
- 1988-89:  Pelita Jaya Jakarta (1)
- 1990:  Pelita Jaya Jakarta (2)
- 1990-92:  Arseto FC Solo (1)
- 1992-93:  Arema FC Malang (1)
- 1993-94:  Pelita Jaya Jakarta (3)